# مالكولم وايزمان
مالكولم وايزمان (بالإنجليزية: Malcolm Wiseman)‏ (و. 1913 – 1993 م) هو لاعب كرة سلة كندي، ولد في وينيبيغ، شارك في الألعاب الأولمبية الصيفية 1936، توفي عن عمر يناهز 80 عاماً.

## روابط خارجية
- مالكولم وايزمان على موقع سبورتس رفرنس (الإنجليزية)
- مالكولم وايزمان على موقع أوليمبيديا (الإنجليزية)